# أرقام نودل
رقم نودل (بالإنجليزية: Knödel number) لعدد صحيح n هو عدد غير أولي m يحقق الخاصية 

{\displaystyle i^{m-n}\equiv 1{\pmod {m}}}.

سمي العدد بهذا الاسم نسبة لوالتر نودل.

يتم الإشارة لكل أعداد نودل لn ب denoted Kn.

الحالة الخاصة K1 هي أرقام كارمايكل.

## أمثلة
| n | Kn                                        | Kn                        |
| - | ----------------------------------------- | ------------------------- |
| 1 | {561, 1105, 1729, 2465, 2821, 6601, ... } | (متسلسلة A002997 في OEIS) |
| 2 | {4, 6, 8, 10, 12, 14, 22, 24, 26, ... }   | (متسلسلة A050990 في OEIS) |
| 3 | {9, 15, 21, 33, 39, 51, 57, 63, 69, ... } | (متسلسلة A033553 في OEIS) |
| 4 | {6, 8, 12, 16, 20, 24, 28, 40, 44, ... }  | (متسلسلة A050992 في OEIS) |